# Бенкс (острів)
 Острів Банкс або Бенкс (англ. Banks Island) — острів у Північному Льодовитому океані в складі Канадського Арктичного архіпелагу. П'ятий за розмірами острів у Канаді і двадцять п'ятий у світі.
Має площу 70 028 км² — належить Північно-західним територіям Канади. Острів має 380 км у довжину і 290 км у ширину.
На острові проживають 114 осіб (за даними 2001 року), усі в містечку Сакс-Гарбор. На території острова розташований Національний парк «Аулавік».
Острів у 1820 році названо на честь британського біолога Джозефа Бенкса.
Природа на острові включає гренландський підвид північних оленів (англ. Barren-ground Caribou), білих ведмедів, вівцебиків, білих гусей та 44 видів птахів.